# Bruce Arena
Bruce Arena (Brooklyn, Nova Iorque, 21 de setembro de 1951) é um treinador de futebol estadunidense.

## Colégio e Faculdade
Arena foi aluno da Carey High School no Brooklyn, onde se destacou em vários esportes. Porém, sua  estatura não era suficiente para o futebol americano. Assim, Bruce acabou optando pelo futebol, onde começou atuando como defensor. Mais tarde, após a suspensão de goleiro do time, Bruce passou a ser goleiro.
Ainda no segundo grau, Arena jogou uma temporada pelo Hota, time local na Cosmopolitan Soccer League.
Na universidade, Arena jogou futebol e lacrosse pela Nassau Community College. Após dois anos na Nassau, transferiu-se para a Universidade de Cornell. Em Cornell, devido a uma série de lesões nos goleiros da faculdade, o técnico Dan Wood o convidou para fazer parte do time.
Em 1972, Arena ajudou o time da faculdade à NCAA Champions Final Four e foi eleito o melhor jogador de defesa do torneio.
Além disso, conheceu sua futura esposa, Phyllis.

## Carreira profissional
Após se formar em Cornell, Bruce foi seleccionado, porém cortado posteriormente, pelo NASL Cosmos. Em 1975, Bruce Arena jogou uma temporada como profissional de lacrosse pelo Montreal. Em 1976, tornou-se segundo goleiro no Tacoma Tides. A reserva no Tacoma Tides acabou por levar Bruce a ser treinador. Assim, ao mesmo tempo em que era segundo goleiro, Arena assumiu o cargo de técnico da Universidade de Puget
Em 1977, Arena voltou à Universidade de Cornell para ser assistente técnico do time de lacrosse. Enquanto esteve em Cornell, a Universidade da Virgínia abriu duas vagas de técnico, uma para treinador de futebol e a outra para assistente técnico de lacrosse. Arena tornou-se então técnico de lacrosse da Universidade por sete anos. no ano de 1985, tornou-se treinador de futebol na Universidade. enquanto esteve na Virgínia, Arena venceu 5 campeonatos nacionais e foi responsável pela revelação de importantes jogadores como Claudio Reyna e Tony Meola.

### Carreira na MLS
Em janeiro de 1996, Arena trocou a Universidade da Virgínia pelo DC United de Washington naquela que seria a temporada de estréia da Major League Soccer (MLS), a nova liga de futebol dos Estados Unidos. Como o D.C. United fora fundado no mesmo ano para a disputa do campeonato, Bruce teve de começar do zero a formação do time. pesar das dificuldades, venceu a primeira MLS Cup. o sucesso continuou em 1997, quando o clube ganhou sua segunda MLS Cup, batendo o Colorado Rapids por 2 a 1. Além disso, o United chegou às semifinais da Liga dos Campeões da CONCACAF e Arena foi eleito o técnico do ano na MLS. no ano de 1998, o United foi derrotado na final da MLS Cup pelo Chicago Fire. Porém, Bruce conseguiu levar o D.C. United ao título da Liga dos Campeões da CONCACAF, vencendo o time mexicano do Toluca por 1 a 0. Com o título, o D.C. United enfrentou o Vasco da Gama pelo título da Copa Interamericana. Os brasileiros venceram o primeiro jogo por 1 a 0, mas o United deu o troco no segundo jogo(2 a 0) e ficou com a taça.

### Seleção dos EUA
Em 14 de julho de 2006, a USSF anunciou que não renovaria o contrato de Bruce Arena. Logo em seguida o Red Bull New York o contratou para a temporada da MLS. Seu primeiro jogo foi em 12 de agosto de 2006, em um amistoso contra o Barcelona. e em 2008 foi para o Los Angeles Galaxy.

### Retorno a Seleção dos EUA
Em novembro de 2016, a USSF anunciou o retorno de Bruce Arena, substituindo Jürgen Klinsmann, após o mau início na fase final das Eliminatórias da Copa 2018.

## Títulos
Seleção Estadunidense
- Copa Ouro da CONCACAF de 2002
- Copa Ouro da CONCACAF de 2005
- Copa Ouro da CONCACAF de 2017